# WPHL 1901

Sezona 1901 lige WPHL je bila prva sezona lige Western Pennsylvania Hockey League.

## Končna lestvica
| Moštvo                             | OT | Z  | P | R | GF | GA |
| ---------------------------------- | -- | -- | - | - | -- | -- |
| Pittsburgh Athletic Club           | 13 | 10 | 1 | 2 | -  | -  |
| Pittsburgh Keystones               | 13 | 6  | 5 | 2 | -  | -  |
| Duquesne Country and Athletic Club | 12 | 4  | 7 | 1 | -  | -  |
| Pittsburgh Bankers                 | 12 | 2  | 9 | 1 | -  | -  |